# Scarodytes
Scarodytes là một chi bọ cánh cứng trong họ Dytiscidae.
Chi này được Gozis miêu tả khoa học năm 1914.

## Các loài
Các loài trong chi này gồm:
- Scarodytes halensis (Fabricius, 1787)
- Scarodytes malickyi Wewalka, 1977
- Scarodytes margaliti Wewalka, 1977
- Scarodytes nigriventris (Zimmermann, 1919)
- Scarodytes pederzanii Angelini, 1973
- Scarodytes ruffoi Franciscolo, 1961
- Scarodytes savinensis (Zimmermann, 1933)